# Nigel Cole
Nigel Cole (* 1959) ist ein britischer Regisseur.
Er startete seine Laufbahn am Theater und wechselte später zum Fernsehen, wo er unter anderem die erste preisgekrönte britische Comedyserie Cold Feet inszenierte.
Sein Kinodebüt im Jahre 2000 war Grasgeflüster und brachte viele Erfolge, unter anderem den Publikumspreis des Sundance Film Festivals, so dass Cole beim Kino blieb. Sein Film Kalender Girls wurde 2003 bei den British Comedy Awards ausgezeichnet.
Nigel Cole ist mit der britischen Schauspielerin Kate Isitt liiert, mit der er zwei Kinder hat. Cole lebt mit seiner Familie sehr zurückgezogen und ist um sein Privatleben sehr bemüht, so dass über ihn nur sehr wenig bekannt ist.

## Filmografie
- 1997: Cold feet (Fernsehserie)
- 1997: Peak Practice (Fernsehserie)
- 2000: Grasgeflüster (Saving Grace)
- 2003: Kalender Girls (Calendar Girls)
- 2005: So was wie Liebe (A Lot Like Love)
- 2007: Eloise in Paris
- 2008: Five Dollars a Day ($5 a Day)
- 2010: We Want Sex (Made in Dagenham)
- 2016: Bruce Springsteen: Born in the USA (Bruce Springsteen: In His Own Words)

## Auszeichnungen
- 2000: Nominierung British Independent Film Award 	Bester Regisseur für Grasgeflüster
- 2000: Publikumspreis des Internationalen Filmfestivals von Norwegen für Grasgeflüster
- 2000: Publikumspreis des Internationalen Filmfestival von Sundance für Grasgeflüster
- 2003: Nominierung beim Internationalen Filmfestival von Tokio für den Tokyo Grand Prix für Calendar Girls